# Joe Rantz
Joseph Harry "Joe" Rantz (né le 31 mars 1914 à Spokane – mort le 10 septembre 2007 à Redmond) est un rameur américain, champion olympique du huit aux Jeux olympiques de 1936.
Pendant la Grande Dépression, il est étudiant à l'université de Washington en ingénierie et se qualifie pour le huit à Berlin où les États-Unis battent l'Italie et l'Allemagne en finale.
Joe Rantz est le personnage principal de The Boys in the Boat, essai de Daniel James Brown, paru en 2013.